# Lijst van burgemeesters van Oldemarkt
Dit is een lijst van burgemeesters van de opgeheven Nederlandse gemeente Oldemarkt in de provincie Overijssel. In 1973 werden de gemeenten Blankenham, Kuinre en Oldemarkt samengevoegd tot de nieuwe gemeente IJsselham.
| Ambtsperiode | Naam burgemeester                             | Partij of stroming | Bijzonderheden                                           |
| ------------ | --------------------------------------------- | ------------------ | -------------------------------------------------------- |
| 1811 - 1812  | Joost Christiaan Evers                        |                    | maire                                                    |
| 1812 - 1828  | Willem Dumon                                  |                    |                                                          |
| 1829 - 1856  | Klaas Koning                                  |                    |                                                          |
| 1856 - 1865  | mr. Jan Koning                                |                    |                                                          |
| 1865 - 1867  | Jhr. George Anthony Clifford                  |                    | werd burgemeester van Enschede                           |
| 1867         | Abraham Hermen Voetelink                      |                    |                                                          |
| 1867 - 1871  | Jan Willem Herman Hamilton of Silvertonhill   |                    |                                                          |
| 1872 - 1897  | Herman Visscher                               |                    | werd burgemeester van IJsselmuiden, Wilsum en Grafhorst. |
| 1898 - 1906  | Meinardus Albertus Hendrikus Martinus Stroink |                    | werd burgemeester van Lonneker                           |
| 1906 - 1910  | jhr.mr. Julius Matthijs van Beijma            |                    | werd burgemeester van Ængwirden                          |
| 1910 - 1930  | A.J. van Gerrevink                            |                    | werd burgemeester van Oegstgeest                         |
| 1930 - 1945  | M. Kuipers                                    |                    |                                                          |
| 1944 - 1945  | P.J.J. Beursgens                              |                    | waarnemend                                               |
| 1946 - 1954  | K.T. van der Veen                             |                    |                                                          |
| 1954 - 1962  | Geert Pastoor                                 | CHU                | was burgemeester van Wanneperveen                        |
| 1962 - 1972  | Johannes Tilkema                              | CHU                | werd burgemeester van de nieuwe gemeente IJsselham       |